# Martin Maria Krüger
Martin Maria Krüger (* 1954 in Solingen) ist ein deutscher Gitarrist, Hochschullehrer und seit 2003 Präsident des Deutschen Musikrates.

## Biografie
Martin Maria Krüger wuchs in einer der klassischen Musik zugeneigten Familie auf und erhielt seit dem siebten Lebensjahr ersten Instrumentalunterricht an der Musikschule Sindelfingen. Seit frühester Kindheit stand das Gitarrenspiel im Mittelpunkt seiner Interessen, und so nahm er mit 16 Jahren neben dem Schulbesuch ein Privatstudium bei dem Gitarristen Siegfried Behrend auf. Nach dem Abitur (Gustav-Stresemann-Gymnasium Bad Wildungen 1972) studierte er privat weiter bei Behrend und gleichzeitig an der Hochschule für Musik Würzburg Schlagzeug bei Siegfried Fink, Dirigieren bei Hanns Reinartz sowie Gitarre bei Dieter Kirsch und schloss sein Studium mit den künstlerischen Diplomprüfungen in Gitarre und Schlagzeug ab.
Sein internationales Debüt als Gitarrist hatte er 1973 als Solist des Heidelberger Kammerorchesters während einer Skandinavientournee. Als Solist und Kammermusiker konzertierte er in vielen Ländern der Erde und wurde vor allem als Duopartner von Siegfried Behrend im Deutschen Gitarrenduo bekannt.
Seit 1979 gab Krüger Gitarrenunterricht an der Berufsfachschule für Musik Oberfranken in Kronach und wurde 1982 zum Direktor des Würzburger Hermann-Zilcher-Konservatoriums ernannt. Von dort wechselte er im Jahr 1987 an das Richard-Strauss-Konservatorium München, dem er bis zu dessen Eingliederung in die Hochschule für Musik und Theater München im Jahre 2008 als Direktor vorstand. 2009 ernannte ihn der Bayerische Staatsminister für Wissenschaft und Kunst zum Honorarprofessor, und im selben Jahr gründete er mit Maurice Lausberg  an der Hochschule für Musik und Theater München das Institut Kulturmanagement und Medien.
Als Vorsitzender der Landesarbeitsgemeinschaft der bayerischen Fachakademien und Präsidiumsmitglied des Bayerischen Musikrats engagierte sich Krüger seit 1990 auf kulturpolitischer Ebene und ist seit 2003 Präsident des Deutschen Musikrates. Darüber hinaus war er auch 2003 bis 2005 im Vorstand des Internationalen Musikrats, einer NGO der UNESCO, gehört dem Beirat der Kulturstiftung des Bundes an und ist seit 2016 Vorsitzender des Musikfonds e.V. 

## Wirken
Seit seinem ersten öffentlichen Auftreten als Gitarrist konzertiert Martin Maria Krüger regelmäßig im In- und Ausland. Er spielte in Tokio für die kaiserliche Familie, in der Berliner Philharmonie sowie in den Opernhäusern von Istanbul und Kairo. Aus der langjährigen Zusammenarbeit mit dem Schlagzeuger Bernd Kremling ging 1981 die Veröffentlichung seiner ersten Schallplatte hervor. Schallplatten- und CD-Aufnahmen mit Kompositionen des 16. bis 18. und des 20. Jahrhunderts sowie Rundfunkaufnahmen belegen das weit gefächerte Interesse und Repertoire des Musikers. „Meine Motivation und Leidenschaft, für die Musik zu arbeiten, geht nach wie vor von meinem Instrument aus“, sagt Krüger, der sich auch intensiv der Ausbildung des künstlerischen Nachwuchses widmet. Seit Mitte der 1970er Jahre als Hochschullehrer tätig, führte er in seinen Gitarreklassen in Würzburg und München zahlreiche Gitarristen zum Hochschulabschluss. Zunehmend verlagerte sich der Schwerpunkt seiner Lehrtätigkeit an der Hochschule für Musik und Theater München jedoch auf Seminare und Kurse in dem von ihm gemeinsam mit Maurice Lausberg gegründeten Institut Kulturmanagement und Medien, aus denen etliche Persönlichkeiten des öffentlichen Musiklebens hervorgingen. Als erste europäische Hochschulinstitution vereint das Münchner Institut Themen wie Management, Digitalisierung, Unternehmertum und Forschung zu einem Studiengang, der die Studierenden befähigt, innerhalb der vielschichtigen Strukturen des heutigen Kulturbetriebs kulturpolitische Zielsetzungen zu entwickeln und Strategien zu deren Umsetzung zu entwerfen.
Früh hatte Krüger ein Interesse für kulturpolitisches Engagement und Leitungsaufgaben entwickelt und 26 Jahre lang Leitungspositionen an musikalischen Ausbildungsinstituten in Bayern eingenommen. Zunächst im Hochschulrahmen und seit 2003 auch auf Bundesebene und international aktiv, setzt er seine künstlerischen, pädagogischen und organisatorischen Fähigkeiten dafür ein, möglichst vielen Menschen Zugang zu musikalischem Tun und Erleben zu vermitteln und lässt sich dabei von einem Musikverständnis leiten, das die ganze Bandbreite von Klassik, Avantgarde und Volksmusik bis Pop, Jazz und Ethnomusik abdeckt. Zielgruppen seiner Arbeit im Deutschen Musikrat sind nicht nur Gesellschaftskreise, in denen Opern- und Konzertbesuche und klassischer Instrumentalunterricht die kulturellen Bedürfnisse befriedigen, sondern auch die Randgruppen der Gesellschaft: „Fundament aller musikpolitischen Themen ist die kulturelle Vielfalt und die damit verbundene Umsetzung der gleichnamigen UNESCO-Konvention in praktisches musikpolitisches Handeln. Dazu gehört auch die verstärkte Einbringung von Themen wie der Interkulturelle Dialog oder die Teilhabe aller Generationen am Musikleben in bestehende oder neu zu initiierende Projekte.“ Seinen Auftrag sieht er in der Bearbeitung von aktuellen Problemen der Musikalischen Bildung, nicht zuletzt in den Grundschulen als „dem schulischen Bereich, in dem alle Kinder erreicht werden.“ Dabei geht es ihm nicht zuletzt um die Vernetzung der deutschen Kulturpolitik mit den internationalen Strukturen und Mechanismen des Musiklebens. Dessen vielfältige Facetten sieht Krüger vor dem Hintergrund internationaler und globaler Vernetzung: „Europa bestimmt immer mehr auch unseren kulturpolitischen Alltag.“

## Auszeichnungen
Am Tag der Deutschen Einheit 2013 erhielt er aus der Hand von Bundespräsident Joachim Gauck das Verdienstkreuz 1. Klasse des Verdienstordens der Bundesrepublik Deutschland.

## Veröffentlichungen (Tonträger)
- Im Duo mit Bernd Kremling (Percussion) auf der LP „Gezupft und Geschlagen – Musik für Gitarre und Percussion“ von J.S. Bach u. a.; Audite – FSM 63 403 Aud (1981)
- Als Solist auf der LP „Antonio Vivaldi – Meisterwerke für Mandoline und Gitarrein Antonio Vivaldi (Konzert für Gitarre und Zupforchester D-Dur) “ ACANTA 40.23163  (1986)
- Als Mitwirkender auf der LP „Siegfried Behrend in Memoriam“ mit Siegfried Behrend und Mathias Henke in Paul Hindemith (Rondo für drei Gitarren) und Sylvano Bussotti (Ultima Rara für Sprechstimme und drei Gitarren) Thorofon CTH 2201/2 (1993)
- Als Mitwirkender in der CD-Edition „Mit der Gitarre um die Welt“ mit Siegfried Behrend in Fernando Carulli (Notturno op. 128/2 und Serenade op. 96/1) und G. B. Marella (Suite Nr. 1)  Documents Membran Best. Nr. 233307 (2011)